# Elena Delle Donne
Elena Delle Donne (Wilmington, 5 de setembro de 1989) é uma basquetebolista profissional estadunidense que atualmente joga pelo Washington Mystics na Women's National Basketball Association (WNBA). A atleta que possui 1,96 m e pesa 85 kg, atua como ala.

## Carreira
Saída da Universidade de Delaware, Delle Donne foi a segunda escolha do draft da WNBA de 2013, selecionada pelo Chicago Sky. Em 2015, ela foi escolhida MVP (Jogadora Mais Valiosa) da temporada regular. Seus desempenhos na WNBA levaram a participar do jogo das celebridades no WNBA All-Star Game duas vezes. Delle Donne também fez parte da Seleção Estadunidense de Basquetebol Feminino que ganhou a medalha de ouro nos Jogos Olímpicos de Verão de 2016 no Rio de Janeiro.

## Vida pessoal
Delle Donne sofre da Doença de Lyme, que combate com cerca de 50 suplementos diários mas ainda assim leva a muitos jogos perdidos durante recaídas. Ás vesperas dos Jogos do Rio, anunciou que estava noiva da ex-jogadora Amanda Clifton.